# Congo Francès
Congo Francès fou un territori colonial francès quan es va donar aquest nom el 30 d'abril de 1891 a l'antic Protectorat de l'Àfrica Equatorial Francesa (AEF).

## Història
La creació del Congo francès fou en gran part obra de Pierre Savorgnan de Brazza, un italià nascut als Estats Pontificis, que havia viatjat a Gabon des de 1872 i que es va naturalitzar francès per aconseguir finançament per les exploracions que planejava. En la primera expedició que va durar de 1875-1878, "armat" només amb els tèxtils de cotó i eines a utilitzar per bescanviar, i acompanyat per Noel Ballay, un metge, el naturalista Alfred Marche, un mariner, tretze senegalesos i quatre intèrprets locals, Brazza va iniciar el seu camí cap a l'interior.
L'estat francès va autoritzar una segona missió (1879-1882). Seguint el riu Ogoué aigües amunt i seguint per terra fins al riu Lefini i després aigües avall, Brazza va aconseguir aconseguir arribar al riu Congo el 1880 sense enfrontar les reclamacions portugueses. A continuació va proposar al rei Makoko dels batekes que posés el seu regne sota la protecció de la bandera francesa. Makoko, interessat en les possibilitats de comerç i en l'obtenció d'algun avantatge sobre els seus rivals, va signar el tractat. Makoko també va organitzar les coses per a l'establiment d'un assentament francès a Mfoa, a la vora del Congo, un lloc conegut més endavant com Brazzaville, primera colònia francesa a la zona. Després de la sortida de Brazza, el lloc va quedar sota comandament del sergent senegalès Malamine Camara, l'enginy del qual havia impressionat Brazza durant els seus mesos de caminada cap a l'interior des de la costa. Durant aquest viatge es va trobar amb Stanley prop de Vivi. Brazza no li va revelar que acaba de signar un tractat amb Makoko i Stanley (que treballava pel seu patrocinador el rei Leopold II) va tardar alguns mesos per adonar-se que havia estat enredat.
En 1883 Brazza va tornar al front de la Missió Francesa de l'Oest Africà, i va ser nomenat governador general del Congo francès (incloent Gabon) el 1886 i del Protectorat de l'Àfrica Equatorial Francesa (AEF) el 1888, que va ser rebatejada Congo Francès el 1891. Igual que abans alguns territoris depenien de l'AEF, ara dependrien del Congo Francès els següents:
- Territori del Congo Mitjà-Gabon (1888-1902)
- Territori de l'Alt Ubangui (1891-1894 i 1899-1903)
- Territori d'Alt Chari (1900-1903)
- Territori de Baix Congo-Gabon (1902-1903)

Pierre Brazza va ser destituït el 1897 a causa dels informes de periodistes sobre les condicions per als nadius. El 1903 es van formar tres colònies (Gabon, Congo Mitjà, Ubangui-Chari) però el comissionat general del Congo Francès amb seu a Brazzaville, va retenir autoritat sobre els tres governadors
Des de 1905, arribaven notícies a París de la injustícia, el treball i la brutalitat del nou governador del Congo, Émile Gentil (1904-1908) juntament amb el "laissez-faire" a les noves societats concessionàries establertes per l'Oficina Colonial francesa i tolerades per Prosper Philippe Augouard, bisbe catòlic del Congo. Brazza va ser enviat a investigar i l'informe resultant va ser revelador i contundent, malgrat els molts obstacles col·locats en el seu camí. Quan el seu adjunt Félicien Challaye va presentar el vergonyós informe davant de l'Assemblea Nacional, la governació va ser reorganitzada (1908) derivant finalment en la formació de la federació de colònies de l'Àfrica Equatorial Francesa, però les condicions opressives van romandre al Congo francès durant dècades.
Pels governadors del Congo Francès vegeu Àfrica Equatorial Francesa.